# Xiaotang He
Xiaotang He är ett vattendrag i Kina. Det ligger i provinsen Liaoning, i den nordöstra delen av landet, omkring 81 kilometer sydost om provinshuvudstaden Shenyang.
Genomsnittlig årsnederbörd är 1 193 millimeter. Den regnigaste månaden är juli, med i genomsnitt 316 mm nederbörd, och den torraste är januari, med 11 mm nederbörd.